# Pauleta
Pauleta, teljes nevén Pedro Miguel Carreiro Resendes (Azori-szigetek, Ponta Delgada, 1973. április 28. –) portugál válogatott labdarúgó. Háromszoros francia gólkirály, 2002-ben még a Girondins de Bordeaux, 2006-ban és 2007-ben már a Paris Saint-Germain játékosaként volt a legjobb góllövő a Ligue 1-ben. Franciaországi szerepvállalása előtt az Uniao Micaelensében, az Estorilban, valamint az egyaránt spanyol UD Salamancában és Deportivo La Coruñában futballozott. A portugál válogatottban 88 alkalommal szerepelt és 47 gólt szerzett, ezzel pedig minden idők második legeredményesebb játékosának vallhatja magát a luzitán nemzeti csapatban Cristiano Ronaldo mögött. Így például több gólt szerzett az aranylabdás Eusébiónál is, aki 64 meccsen 41-szer volt eredményes. Szerepelt a 2002-es és a 2006-os világbajnokságon, illetve tagja volt a 2000-es Európa-bajnokságon bronz- és  a 2004-es kontinenstornán ezüstérmet szerző válogatottnak.